# Extremoz (kommun)
Extremoz är en kommun i Brasilien.   Den ligger i delstaten Rio Grande do Norte, i den östra delen av landet, 1 800 km nordost om huvudstaden Brasília. Antalet invånare är 24 550.
Följande samhällen finns i Extremoz:
- Extremoz

Runt Extremoz är det i huvudsak tätbebyggt. Runt Extremoz är det mycket tätbefolkat, med 4 343 invånare per kvadratkilometer.